# Kundalini jóga

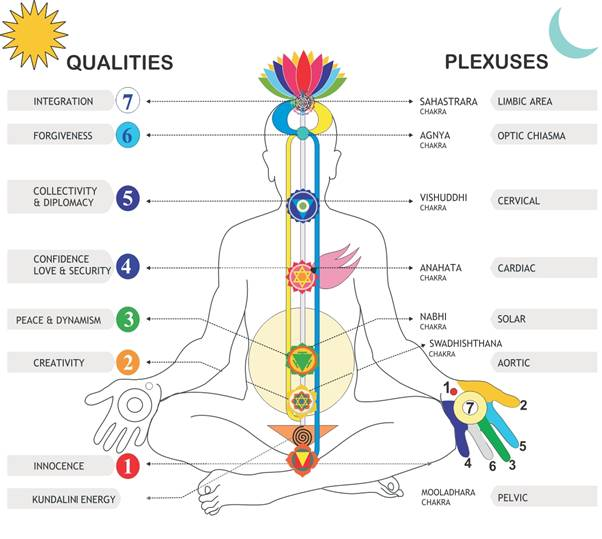
Schema čaker a hadí síly

Kundalini jóga  je jogínská technika tantrismu, jejímž cílem je probuzení „hadí síly“ šakti. Hadí síla, která řízeně vystoupá všemi sedmi čakrami, dovede adepta k samádhi (nejvyššímu stavu mysli). Po tisíce let byla tato technika uchovávána v tajnosti a předávána od mistra (guru) k připravenému učedníkovi. 

## Počátek 20. století
Do Evropy se tantrická literatura dostala z Britské Indie. John Woodroffe (pseudonym Arthur Avalon) např. publikoval knihu The Serpent Power: The Secrets of Tantric and Shaktic Yoga. V Čechách se hadí sílou zabývaly různé spisy okultistů a mystiků, například Karel Weinfurter napsal knihu Vnitřní člověk a hadí síla. O kundalini se zajímali i lékaři. V roce 1918 léčil Carl Gustav Jung pacientku, která zažívala kundalini vzrušení, a byl jejím stavem fascinován. Mezi lékaři došlo k debatě, zda kundalini vede k šílenství nebo osvícení. V roce 1938 Jung říká, že kundalini je „záměrným uvedením do psychotického stavu“, jenž vede ke „skutečné psychóze“, a varuje, že tento prožitek může vést k šílenství.

## Šedesátá léta 20. století
V roce 1969 tuto techniku znovu představil mistr Yogi Bhajan, který začal vyučovat kundalini veřejně a říkal toto:
- Kundalini jóga je take známá jako Jóga vědomí. Zaměřuje se na povědomí o sobě sama a na zážitek našeho nejvyššího vědomí. Technologie Kundalini jógy podle Yogi Bhajana je věda o mysli a těle a vede k pozvednutí ducha, který nemá hranice a je neomezený. Proto je tato jóga pro každého bez rozdílu. Podle starodávné tradice jógy je Kundalini jóga podle Yogi Bhajana cestou normálních lidí, tj. vždy byla praktikována lidmi, kteří měli rodiny a pracovali, na rozdíl od obvyklé cesty jogína, tzn. vzdání se světských věcí, celibát a odchod ze společnosti lidí.

- Hlavním cílem Kundalini jógy je probudit plný potencial lidského vědomí v každém jedinci. To znamená rozpoznat naše vědomí, vyladit ho a rozšířit ho do neomezeného vědomí. Odstranit veškerou vnitřní dualitu, vytvořit schopnost hluboce naslouchat, kultivovat vnitřní ticho a dosáhnout prosperity a výtečnosti ve všem, co děláme. Kundalini jóga dle Yogi Bhajana se zaměřuje na osobní zkušenost a vědomí jedince při praktikování krijí – setu cviků, zvuků, muder. Probouzíme kundalini, abychom byli schopni dosáhnout plného potenciálu našeho nervového a žlázového systému a vyvážit subtilní systém čaker a meridiánů v těle. Krija je sladěný systém skládající se z pohybů, zvuku, pranayamu, muder, soustředění se a meditace, který automaticky vede energie v těle a mysli ke specifickému výsledku neboli změně vědomí.

- Kundalini jóga podle Yogi Bhajana nespoléhá na žádnou z těchto technik samu o sobě, i když jich hodně využívá. Naopak je to jedinečný a otestovaný systém v rámci struktury každé kriyi, kterou nám Yogi Bhajan předal. Tento systém nás vede k neustálému a předvídatelnému pokroku a využívá přitom základní funkce těla a mysli, k vytvoření rychlého a udržitelného osobního růstu a hojení. V této tradici není meditace považována za oddělenou od ásány nebo jógy, je nezbytnou součástí celku. Cviky v krijá přivádějí tělo a mysl do stavu, ve kterém lze snadno dosáhnout hluboké meditace.

## 21. století
Kundalini je populární i v 21. století. Je ale třeba mít na zřeteli, že ne všechny jogínské techniky (včetně některých ásan) jsou bezpečné.